# Halowe Mistrzostwa Europy w Lekkoatletyce 1978 – skok wzwyż kobiet
Skok wzwyż kobiet – jedna z konkurencji technicznych rozgrywanych podczas halowych lekkoatletycznych mistrzostw Europy w hali Palasport di San Siro w Mediolanie. Rozegrano od razu finał 11 marca 1978. Zwyciężyła reprezentantka Włoch Sara Simeoni, która tym samym obroniła tytuł zdobyty na poprzednich mistrzostwach.

## Rezultaty
Rozegrano od razu finał, w którym wzięło udział 16 zawodniczek.

Opracowano na podstawie materiału źródłowego.
| Miejsce | Zawodniczka         | Wynik | Uwagi |
| ------- | ------------------- | ----- | ----- |
| 1       | Sara Simeoni        | 1,94  | CR    |
| 2       | Brigitte Holzapfel  | 1,91  |       |
| 3       | Urszula Kielan      | 1,88  |       |
| 4       | Andrea Mátay        | 1,88  |       |
| 5       | Mirjam van Laar     | 1,88  | NR    |
| 6       | Milada Karbanová    | 1,88  |       |
| 7       | Nadzieja Marynienka | 1,88  |       |
| 8       | Annette Harnack     | 1,85  |       |
| 9       | Jutta Kirst         | 1,85  |       |
| 10      | Ria van Steenpaal   | 1,85  |       |
| 11      | Susann Sundkvist    | 1,85  |       |
| 12      | Marina Sierkowa     | 1,85  |       |
| 13      | Lidija Benedetič    | 1,80  |       |
| 13      | Gabriele Hahn       | 1,80  |       |
| 15      | Astrid Tveit        | 1,80  |       |
| 16      | Marta Jeseňáková    | 1,75  |       |